# 井上織姫
井上 織姫（いのうえ おりひめ）は、久保帯人作の漫画作品およびそれを原作としたアニメ『BLEACH』に登場する架空の人物で、同作のヒロインである。アニメの声優は松岡由貴。ミュージカルでの俳優は吉井怜、実写映画版の俳優は真野恵里菜。

## プロフィール
- 身長：157cm
- 体重：45kg→49kg
- 血液型：BO型
- 誕生日：9月3日
- テーマミュージック：T'en va pas"/ELSA(「L'essentiel ELSA 1986～1993」収録

## 人物
黒崎一護のクラスメイト。胡桃色のロングヘアが特徴であり、いつも6枚の花弁をもつ花の形のヘアピンを着けている。一人称は「あたし」。このピンを触媒とした盾舜六花（）という攻守・治療・復元の霊能力の使い手。容姿端麗の美少女であり、そのことからクラスメイトの本匠千鶴から胸を揉まれるなどのセクハラを受けたり、しばしばナンパされることも多い。
奇怪な発想を繰り出す天然ボケだが、学年でもトップクラスの成績優秀者で、中学の頃から勉強は出来ていたと語られている。運動神経も良いらしく有沢竜貴（通称たつき）の指導により、空手初段程度の実力を持つ。かなり石頭。自宅のヌイグルミに「エンラク」と名づけたり、ドレミの歌のお笑い芸人バージョンを自作するなど（例:ドはドランクドラゴンのド等）、かなりのお笑い好き。好きな食べ物はチーズ、バター、甘いもの。理解しづらい味覚嗜好を持ち、度々珍妙な料理を作っている。乱菊とは、味覚に対する嗜好が合う。機械音痴のため携帯電話は持っていなかったが、死神代行消失篇時点では所持している。
石田雨竜とは同じ手芸部員であり、上級部員でもある。石田が死神を敵視していることに関して、当時は憂いていた。
3年前に唯一の親族である年の離れた兄の昊を交通事故で失って以降、一人暮らしをしている。人として親として失格だった両親とは、3歳の頃に離別済み。消息不明のため、親戚が援助をしている。今でこそ能天気で明るい性格だが、中学時代たつきに助けられるまでは、髪の色を理由に因縁をつけられイジメを受けたこともあり、塞ぎこんでいた。
一護に好意を抱いており、破面編の頃にはたとえ転生しても好きになる程の想いがある。一護が非常に格好良く見える、「織姫ビジョン」なる感覚も持ち合わせている。最終話では一護と結婚し、息子・一勇（かずい）をもうけている。
命の危機を顧みずに敵を救出したり、ハッチからは「戦いには向いていない」と言われながらも、自分も戦いたいという気持ちがある。自分たちに害意を持つ者、実際に自分たちを害した者にまで救いの手を差し伸べたり、捨て石にされた敵を助けられなかったことを悔やんだりと、戦闘において敵に対して非常に甘く、それが迷いとなって出てしまうことから、石田や恋次からも「戦闘に向いていない」と評されている。

## 経歴

### 読切
連載版と違って兄はおらず、両親は死亡している。ある日、神社の階段から落ちて死亡する。死神代行を七日間だけすることになった一護に鎖を切られ、あの世へ行こうとしていた時に三年前に死んだ父親の霊が現れる。しかし、既に虚化していたため襲い掛かってきた所を一護に助けられる。一護とは一度話しただけだったが、好意は持っており父親の仏壇で何時も話している。一護に助けられた後はルキアの失態のためあの世に行くことができず、現世に留まって一護に再会しようとした。

### 死神代行篇
虚（ホロウ）となった兄に襲われたときに死神化した一護と魂魄状態で接触して助けられてから、自分自身の能力が少しずつ目覚め、石田の撒き餌に引き寄せられたナムシャンデリアから自身を助けようとして傷付いた竜貴を守ろうとする意思から、初めて盾舜六花を発動させ、ナムシャンデリアを倒す。その後、浦原喜助によりチャドと共に死神や虚について知らされ、一護を護りたいという思いから、チャドと共に夜一の修行を受け、盾舜六花を自在に扱えるようになる。

### 尸魂界篇
一護・茶渡（チャド）・石田・夜一と共にルキアを助けるため、そして一護を護るために尸魂界へ乗り込み瀞霊廷へ侵入したときは、他メンバーと分散してしまい涅マユリと交戦するまで石田と行動を共にする。一貫坂慈楼坊との戦闘で慈楼坊により唯一の攻撃手段の椿鬼を損傷され、自分の無力さを痛感する。涅マユリとの本格戦闘を前に石田と別れた後は、更木剣八・草鹿やちるら十一番隊と行動を共にし、捕えられていた石田やチャドや岩鷲を救出し、双殛の丘で一護の戦いを見守る。事件終了後は、藍染によって重傷を負った一護を治療し、現世に帰還する。

### 破面篇
破面が最初に現世に襲来した際、立ち向かおうとするが到底敵わず、十刃・ヤミーの攻撃を受けチャドと共に深手を負う。その際に発動させた「盾舜六花」の霊能力の特異性のため、藍染惣右介に目を付けられることになる。
尸魂界からの連絡後、藍染に彼女が利用されることを危惧した浦原から椿鬼を失ったことを理由に戦力外通知を受け、ルキアに励まされたことを機に二人で尸魂界で修行に入るが、最中に藍染の命を受け襲来した破面たちと戦闘中の仲間の命を盾に取られ、崩姫（プリンセッサ）としてウルキオラに連行され、虚圏に下る。しかも虚圏では藍染より自分の能力について教えられ、自分の能力で崩玉が存在しなかった状態に還そうと決意する。
以降は藍染やグリムジョーの命令でグリムジョーの左腕と番号を治し、ウルキオラの部屋に監禁される。ロリとメノリにいじめられていたが、自分の救出に来た一護との再々戦を望むグリムジョーに左腕を織姫に治してもらったからという理由で助けられ、軟禁されていた部屋から連れ出され、事実上解放される。
その後、グリムジョーの命令で拒絶能力により一護を救命、一護とグリムジョーの対戦をネルと共に見守る。直後に一護を襲撃したノイトラと一護達の救援に来た剣八との死闘後は、織姫の拉致が一護達を虚圏へおびき寄せる役割を果たしたとして、藍染からは用済みとされながらも、解放も処分もされることなく、第一刃のスタークに虚夜宮に連れ戻され、藍染に虚夜宮の守護を任されたウルキオラの保護・監視下に再び置かれることとなったが、自身を助けるためウルキオラと完全に決着をつけた一護が駆け付ける。しかし、一護とウルキオラが戦闘中にロリ・アイヴァーンとメノリ・マリアに襲撃されるが、ヤミー・リヤルゴがロリたちを吹き飛ばし、事なきを得た。その後、完全虚化した一護がウルキオラを倒したことで救出・解放され、一護たちを治療した。
その後は現世に帰還し、一護が最後の月牙天衝を使った代償で死神の力を失う様子を見届けた。

### 死神代行消失篇
一護共々高校3年生となり平和に暮らしていたが、彼に「XCUTION」の銀城が接触して完現術の修業をすることとなった際に月島達に襲われる。その後、銀城の依頼でしばらくは一護の修業の回復役として付き合っていたが、完現術を覚えた彼が月島との戦いになった際、月島が彼女を襲った時に使った完現術が原因で、一護の敵となって襲いかかる。その後、一護がルキア達により死神の力を完全に取り戻した時に喜助達の手により気絶させられ、戦線離脱した。最後は完現術が解け元に戻ったが、月島のことは一切覚えていなかった（アニメでは、この描写はなかった）。
高校3年生となってケーキ屋『ABCookies』からスカウトされて、アルバイトを始める。スカウト理由は、彼女がその店のケーキを道端であまりにも幸せそうに頬張っていたのを見た通行人多数が彼女の持っていた紙袋を見て店に押しかけた出来事があり、店長が彼女による絶大な宣伝効果を認めた為である。また、その店の売れ残りのパンを貰っては、あちこちに配って回っている。この戦いから、髪型が若干変わっており、新技である四天抗盾を習得している。

### 千年血戦篇
見えざる帝国の魔の手から現世に逃げてきたネルの頼みで、一護たちと共に虚圏へ向かう。到着した虚圏で3獣神と一護が虚圏狩猟部隊隊長キルゲ・オピーと交戦し、一瞬の隙をついて浦原がキルゲに致命傷を負わせるが、乱装天涯で自分の体を動かすキルゲの攻撃を受けて負傷した上に、命の危機に陥る。しかし、何者かがキルゲの体を両断したことで救われ、尸魂界に到着した一護との通信が繋がった時には回復しており、一護が見知った何者かと一緒にいた。その後は、浦原の指示で茶渡と共に修行する。
そして、一護が意図せずに開けてしまった霊王宮の障壁の穴を通って霊王宮へ向かおうとするユーハバッハたちに、一護が追いつく直前に一護の前に立ちはだかった石田雨竜が一護に放った攻撃とほぼ同時に茶渡泰虎と共に瀞霊廷に到着し、石田の攻撃を「三天結盾」で防ぐ。その後、一護や茶渡と共に霊王宮へ向かう為の準備が整うのを待っていた。修業後は、霊力を駆使して空中に浮遊できるようになった模様。その後、霊王宮へと向かい、一護と共にユーハバッハとの決戦に臨む。そして、一護を守りながら戦えることに喜びを感じ、善戦するも一護共々ユーハバッハに敗れてしまう。ユーハバッハが瀞霊廷へと侵攻した後、ルキアと恋次に発見され意識を取り戻す。そして、最後の決戦へと向かう一護と恋次を、ルキアと共に見送った。十年後は一護と結婚し、息子の一勇を産む。
小説版では、高校卒業後にバイト先で社員への登用が決まり、働いていることが判明する。また、ルキアの結婚を祝うべく、ベールの刺繡づくりに奮闘する。

## 戦闘方法

### 盾舜六花
それぞれ花の名を冠した妖精のような存在を呼び出して盾を作り、事象を拒絶する稀有な霊能力。または、その術を構成するメンバーの総称。一護の霊力の影響で、兄の形見であるヘアピンから生まれた、“魂の力”が具現化した存在。ハッチによれば、ヘアピンが斬魄刀のようなものである（実際意志をもった霊子体・能力という共通点がある）。茶渡と同様、ヘアピンを媒介とした完現術（フルブリング）とも解釈できる。
六花本体は非常に脆く、攻撃されるといとも容易く破壊されてしまうのが難点。特に椿鬼は攻撃を担当する性質上、反撃を受け何度か損傷・破壊されている。
非常に稀有な能力であり、周囲もその能力を不思議に思っていたようで、ハッチからは「人間のままでそんな能力を持っているなんて少し信じ難い」と称され、尸魂界もその能力の希少性を理解していたと藍染の口から語られた。ハッチと同質の能力を持つため、彼女だけがハッチの作った「結界を張った内部を生物の意識下から消し去る」鬼道を容易くすり抜けられた。
織姫の霊力の増減や精神や身体状態に影響を受けるものの、六花の各メンバーと織姫との間に五感や思考、意志の連動性や共有性は無いようで、発動・使用時には言霊が、意志の疎通には口頭での会話が必要。
破面篇の途中からは、技の使用だけに使っており、登場人物としては出てくることはなくなった。

#### メンバー
舜桜をリーダー格とした6人から成る。各々の性格も十人十色。
火無菊（ひなぎく）
声 - 岸尾だいすけ
「三天結盾」、「四天抗盾」を担う六花。テンションが高い。名前の由来はヒナギク。
梅厳（ばいごん）
声 - 梁田清之
「三天結盾」、「四天抗盾」を担う六花。六人の中では一番の巨体。名前の由来は梅。
リリィ
声 - 釘宮理恵
「三天結盾」、「四天抗盾」を担う六花。近未来的な格好をしている。名前の由来はユリ。
あやめ
声 - 瀬那歩美
「双天帰盾」を担う六花。控えめな性格。名前の由来はアヤメ。
舜桜（しゅんおう）
声 - 野田順子
「双天帰盾」を担う六花でメンバーのリーダー格。名前の由来はサクラ。
椿鬼（つばき）
声 - 森川智之
「孤天斬盾」、「四天抗盾」を担う六花。粗暴な性格で、織姫に対し横柄な態度で接する。名前の由来はツバキ。
破面篇で一度ヤミーに破壊されたが、仮面の軍勢（ヴァイザード）のハッチによって蘇生する。

#### 技
使用する術を成す六花メンバーの名と術名、そして「（私は）『拒絶』する」の掛け声で以下の術を使うことが出来る。修行により、意思以外はある程度省略できるようになっている。
三天結盾（さんてんけっしゅん） - 火無菊・梅厳・リリィ
防御術。“盾の外”の攻撃を拒絶。三人が逆三角形（普通の三角形にも出来る）の頂点にそれぞれ位置取ることで盾を張って攻撃を防ぐ。しかし、防御力はさほどではなく強い攻撃を受けて一撃で砕け散ることもあるが、最終章では、強い攻撃にも耐えられるほど防御力は高まっている。また、盾を張る三人自身は攻撃に晒される危険性がある。攻撃を防ぐ他、落下時の衝撃を和らげる・障害物を食い止める・対象者を降ろす・織姫や仲間達の移動させるといった使われ方もした。バウント編で火無菊、梅厳、リリィは、己の意思で織姫を守っている。
双天帰盾（そうてんきしゅん） - 舜桜・あやめ
治癒･復元術。“盾の内”の破壊を拒絶。六花の二人の間に対象を囲う楕円形の盾を張り、盾の内側の破壊を起こる前の状態に戻す。傷を治すのは早いが、霊圧・魂魄回復は遅く、一護の卍解の衣装（卍解でもこれは霊圧を回復すれば治る）を短時間で回復できない。
後に、この能力は極めて特殊であることが藍染により明かされる。
盾舜六花の真の能力は、「事象の拒絶」であり、対象に起こったあらゆる事象（出来事）を限定し、拒絶し否定することで、何事も起こる前の状態に還すことができる。
また、起こった物事を否定し事象そのものを消滅させる能力とも表現されている。
藍染曰く神の領域を侵す能力であり、その能力によって失われたグリムジョーの左腕を復元し、また対象の吹飛ばされた上半身を元に戻したりもした。拒絶する事象に霊力が関わっている場合、その大きさによって拒絶するのに要する労力や時間が変わる。また剣八とノイトラ戦の時点では治癒中の対象による内側からの干渉を弾くといった性質も見せている。
孤天斬盾（こてんざんしゅん） - 椿鬼
攻撃術。“盾の両面”の物質の結合を拒絶。物質の結合を解く力を持ち、丸い盾(じゃない時もあるが)を張った椿鬼を撃ち込んだ対象を真っ二つに裂く。虚を倒せることや月島に傷を付けることや暗殺部隊の隊員にダメージを与えることはできたが、死神や破面に対した戦闘において有効なダメージを与えた事はない。
四天抗盾（してんこうしゅん） - 火無菊・梅厳・リリィ・椿鬼
防御・迎撃術。爆発反応装甲と同等の効果を持ち、三角錐状の盾で防いだ攻撃の衝撃を盾の爆発で拡散し、同時に自動的に椿鬼による反射攻撃を加える。空座町決戦後、一護がいつか死神の力を取り戻した時に備えて修得した。

## アニメの経歴

### バウント編
尸魂界で何の役にも立てなかったと苦悩して、一人強くなるために修行をする。自分の家に居候することになった改造魂魄の蔵人には、ファンシーなうさぎっぽいぬいぐるみを薦めた。
バウント・馬橋のドール「リズ」に操られたルキアに襲われ、椿鬼たちや援護に来た檜佐木修兵に、ルキアを倒すしかないといわれるも、助けたいという意思が、自身の力を強くし、ルキアに双天帰盾を使用し、リズに操られる前の状態に戻し、ルキアを救った。その後、尸魂界では、バウントにより傷付いた兕丹坊と石田を治療した。